# Майк Фішбах
Майк Фішбах (англ. Mike Fishbach; нар. 1 грудня 1954) — колишній американський тенісист.
Найвищу одиночну позицію світового рейтингу — 47 місце досяг 16 січня, 1978 року.
Здобув 1 парний титул.
Найвищим досягненням на турнірах Великого шолома було 3 коло в одиночному та парному розрядах.

## Фінали Гран-прі за кар'єру

### Парний розряд: 3 (1–2)
| Результат | W/L | Дата     | Турнір            | Покриття | Партнер        | Суперники                         | Рахунок       |
| --------- | --- | -------- | ----------------- | -------- | -------------- | --------------------------------- | ------------- |
| Перемога  | 1–0 | Лип 1978 | Кіцбюель, Австрія | Ґрунт    | Кріс Льюїс     | Павел Гутька Павел Сложил         | 6–7, 6–4, 6–3 |
| Поразка   | 1–1 | Сер 1978 | Норт-Конвей, США  | Ґрунт    | Бернард Міттон | Робін Дрісдейл Вен Вінітскі       | 6–4, 6–7, 3–6 |
| Поразка   | 1–2 | Сер 1982 | Стоу, США         | Тверде   | Ерік Фромм     | Енді Ендрюс (тенісист) Джон Седрі | 3–6, 4–6      |